# جام حذفی فوتبال عراق
جام حذفی فوتبال عراق جام حذفی فوتبال کشور عراق است. این جام از سال ۱۹۴۹ بنیان‌گذاری شده‌است.